# مجموعه‌آثار تنگه دربند
مجموعه آثار تنگۀ دربند مربوط به دوره ساسانیان - سده‌های اولیه دوران‌های تاریخی پس از اسلام است و در شهرستان بدره، بخش هندمینی، روستای گچ کوبان، ۳ کیلومتری تنگه دربند واقع شده و این اثر در تاریخ ۲۷ بهمن ۱۳۸۷ با شمارهٔ ثبت ۲۴۶۱۶ به‌عنوان یکی از آثار ملی ایران به ثبت رسیده است.
در شهر تاریخی دربند نشانه‌هایی از باغ‌های متروکه، غارهای باستانی، آسیاب‌های آبی، کانال‌های آبرسانی و دیگر آثار سکونت و زندگی به جای مانده‌است که قدمت شهرنشینی در منطقۀ ایلام و رونق زندگی در سده‌های گذشته را نشان می‌دهد.

## درختان زیتون
چند درخت زیتون با قدمتی چندسده‌ای در روبروی ویرانه‌های شهر تاریخی دربند و ضلع غربی این تنگه، در زمینی با شیب تند قرار گرفته‌است. اگرچه تاریخچۀ کشت و یا رشد این درختان مشخص نیست، اما وجود آن‌ها قدمت کاشت زیتون در ایلام را به چندین سدۀ‌ قبل بازمی‌گرداند. همچنین احتمال داده شده که این درختان به صورت دیم آبیاری نشده و ساکنان شهر تاریخی دربند که با کشت زیتون و آبیاری باغ‌ها آشنایی داشته‌اند، آن‌ها را در این مکان کاشته و آبیاری می‌کرده‌اند.